# Corredor Mediterrani (ferrocarril)
|  | Per a l'article de geografia vegeu Corredor del Mediterrani |

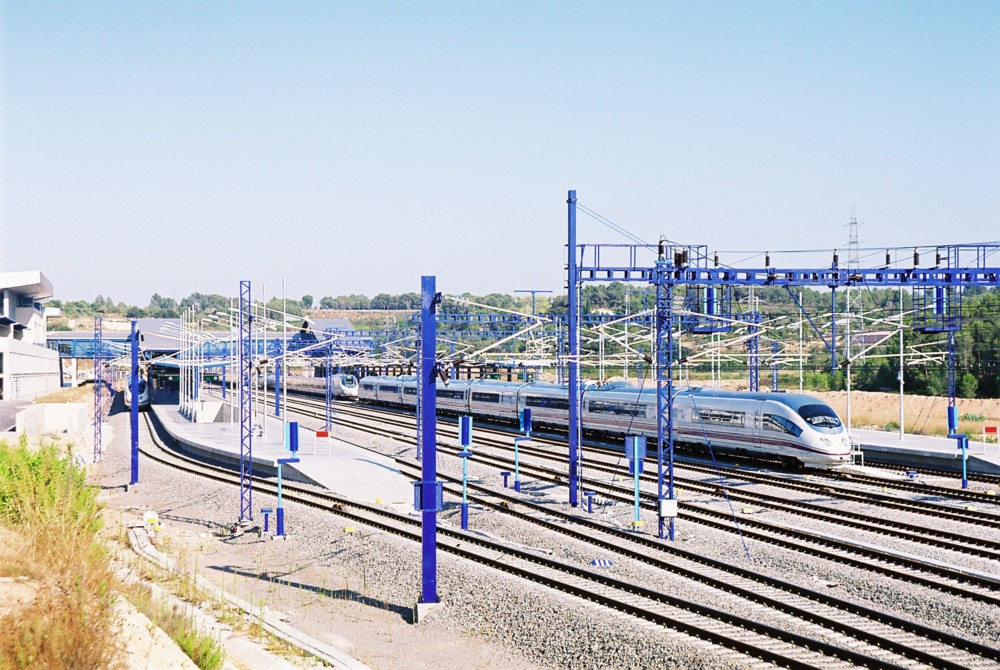
Estació del Camp de Tarragona (inici de la línia)

El Corredor Mediterrani o Corredor Ferroviari Mediterrani són un conjunt de línies ferroviàries paral·leles a la costa de la mar Mediterrània que uniran França amb Algesires considerades un dels nou corredors intermodals majors del continent europeu. Serveix per al transport de persones i mercaderies, recorrent una distància de 1.300 km. Aquesta infraestructura té l'objectiu d'augmentar la competitivitat de les economies de quatre comunitats autònomes espanyoles (de nord a sud): Catalunya, País Valencià, Múrcia i Andalusia. Està dins de la xarxa de major activitat econòmica i logística de la Unió Europea, el Gran Eix Ferrmed. Quan s'unisca a aquesta xarxa de manera efectiva el corredor Mediterrani, es vertebrarà les infraestructures de transport europees de nord a sud amb una llargària de 3.500 km que connectarien el 54% dels habitants de la Unió Europea i el 66% del PIB de la Unió Europea.
El principal canvi que suposaria el desenvolupament del corredor mediterrani seria el canvi de l'ample de via, integrant-lo amb l'ample de via europeu. Açò suposaria un augment de la quota ferroviària considerable. Els altres canvis que suposaria el corredor mediterrani serien que hi haurien quatre vies totalment electrificades i operades amb el sistema europeu de gestió de tràfic ferroviari: dues vies (una per a l'anada i l'altra per a la tornada) per a transport de persones i dues vies (una d'anada i una de tornada) per a mercaderies.
El centralisme espanyol és una de les causes del fre del desenvolupament d'aital infraestructura malgrat ésser més rendible que el projecte del Corredor Central.

## Història
Al principi del segle xx, Romà Perpinyà Grau, ja va "albirar la necessitat de connectar amb vies d'alta capacitat tota la franja mediterrània".
El Pla de Transport Ferroviari de 1987, preveia entre Barcelona i La Encina un traçat de doble via capaç d'admetre velocitats de 200 km/h. Alguns trams es van modernitzar segons aquest pla però la velocitat màxima s'elevà fins a 220 km/h. Posteriorment es va decidir integrar aquests trams amb altres trams modernitzats i trams nous per a construir el que es va començar a denominar Corredor Mediterrani d'alta velocitat.
El 2002 el Govern Espanyol, presidit per José María Aznar, va pressionar perquè el corredor mediterrani no fora prioritari per a la Unió Europea.
El 2004 l'enginyer industrial Francisco García Calvo parlà amb l'altre enginyer industrial Joan Amorós, exdirectiu de Nissan Espanya. Joan Amorós s'adonà de la necessitat d'una infraestructura per a transportar material automobilístic perquè la falta d'aquesta causava falta de competitivitat per part de l'Estat Espanyol. Aleshores Amorós formà un grup de pressió per a impulsar el Corredor Mediterrani: Ferrmed. Un dels fundadors de Ferrmed és el Col·legi Oficial d'Enginyers Industrials de la Comunitat Valenciana. El grup de pressió no ha aconseguit quasi res del que es proposà ja a l'agost de 2017 excepte promeses incomplides. El Ministeri de Foment espanyol inicià els treballs pel disseny i inversió del Corredor Mediterrani. Aquestes actuacions suposaren 8.400 milions d'euros d'inversió executada entre el 2004 i el 2010. El Govern espanyol intentà que el Corredor Mediterrani fora inclòs a la Xarxa Bàsica Transeuropea de Transports.
El 2011 el Ministeri de Foment presentà l'Estudio Técnico del Corredor Mediterráneo.
El 2012 li sorgí competència per a rebre finançament i impuls institucional: el Corredor Central. Des del 2012 des del govern central es deia que el Corredor Mediterrani era una infraestructura molt important.
El 2014 la ministra de Foment va dir que el 2017 hi hauria una via de tren que connectaria Gandia amb Oliva. El 2017 el ministre de Foment digué el mateix.
A principis de 2016 el Govern valencià un grup de pressió per a afavorir els interessos del Corredor Mediterrani, el Fòrum Valencià pel Corredor Mediterrani. En aquest grup de pressió hi formaren part diverses organitzacions, tant públiques com privades.
El 2016 l'Associació Valenciana d'Empresaris s'uní al grup de pressió Ferrmed. Eixe any, la Unió Europea confirmà que el Ministeri de Foment espanyol prioritzava el Corredor Central sobre el Mediterrani. També va ser notícia que el programa electoral de Podem per a les eleccions generals d'eixe any ignorava el Corredor Mediterrani com a part sancera, però sí parlava del ferrocarril que travesa el pirineu d'Aragó. Sí que parlava del Corredor Mediterrani per la part de Múrcia.
El febrer de 2017 es va constatar la política de radialitat de les infraestructures de transport a Espanya. Els responsables autonòmics es van indignar davant aquest fet, fet explícit amb la inversió feta sobre l'accés ferroviari meridional d'alta velocidad a Madrid per a duplicar les línies que entren a l'estació d'Atocha per a acurtar els temps de les línies que entren a la capital des d'Andalusia i el País Valencià.
El 2017 va haver una campanya per demanar el desenvolupament de la infraestructura (#QuieroCorredor) on participaren cinc-cents empresaris valencians, andalusos i murcians, sent organitzada per l'Asociación Valenciana de Empresarios (AVE) i l'Asociación Murciana de la Empresa Familiar (Amefmur). Fins i tot va participar en la campanya el València Basket, sent el primer equip esportiu que es pronúncia al respecte. Eixe any l'aleshores president de Catalunya, Carles Puigdemont, va defendre la importància del Corredor Mediterrani. l'aleshores alcalde de València Joan Ribó i l'aleshores alcaldessa de Barcelona Ada Colau signaren un manifest que exigia la construcció de la infraestructura. El mateix any el Ministeri de Foment d'Espanya va renunciar a "construir una nova línia d'alta velocitat entre Castelló i Vandellòs". El president espanyol, Mariano Rajoy, aprovà un projecte de 2.000 milions d'euros per a desenvolupar el Corredor i digué que l'és prioritari i que el 2020 estaria acabat.
El 2018 l'empresa Singapur GIC destinà inversions al Corredor Mediterrani. La Generalitat Valenciana posà en marxa en gener el Programa Estratègic per a la millora de la mobilitat, infraestructures i transport de la Comunitat Uneix on donarà inversions per al Corredor Mediterrani. En febrer el president d'Espanya digué que el seu govern, el del Partit Popular, seria el que farà realitat el Corredor Mediterrani. Hi hagué la campanya #QuieroCorredor (o Quiero Corredor) feta per empresaris defenent la importància del Corredor Mediterrani. El maig de 2018 el ministre de Foment espanyol digué que el 2020 es faria el canvi de via i el 2023 el corredor estaria llest. Al més de juny, hi havia un 23% de les infraestructures executades. El setembre de 2018, el mateix ministre de Foment digué que el 2021 el Corredor Algecires-França estaria llest.
Eixe mateix any es va saber que el govern de Mariano Rajoy deixava el corredor mediterrani fora del pla financer plurianual de la Unió Europea 2021-2027, aïllant al territori valencià. Açò ha sigut objecte de crítiques negatives acusant de seguir l'esquema radial del transport. Aquest corredor era deixat de costat mentre que altres territoris espanyols sí rebien inversions en poc temps mentre que la zona valenciana del corredor mediterrani rep atenció positiva dels sectors polítics, empresarials i tècnics i no en rep.
Segons dades de 2019, l'eix València-Barcelona era utilitzat per més passatgers que vuit de les línies d'AVE, esdevenint el setè eix amb més passatgers.
El juliol de 2018 Josep Vicent Boira va ser nomenat pel ministre de Foment, José Luis Ábalos, coordinador del Corredor Mediterrani.
Amb el canvi de govern, un dels polítics del PSPV que més critacava la falta d'inversions, José Luis Ábalos, es esdevingué Ministre de Foment i canvià de parer al respecte, passant de ser crític a confirmista.
El març de 2019, Adif adjudicà a Unión Temporal de Empresas (Construcciones Sánchez Domínguez (Sando) i Aldesa Construcciones) la construcció de trams que transcorren per Múrcia i Almeria. També va destinar 6,6 milions d'euros per a implantar l'ample internacional al tram Castelló-Vandellós. L'abril del mateix any, dos contractes per a la instal·lació de l'ample de via estàndard al tram que passa per la província de Castelló foren publicats al Butlletí Oficial de l'Estat. El mateix mes, la Generalitat Valenciana va cedir terreny per a la Terminal Intermodal i Logística de València Fuente San Luis, part de la infraestructura del Corredor.
Un informe de la Unió Europea trobà que el govern espanyol i francès havia d'accelerar les obres del corredor perquè implica que la xarxa transeuropea roman incompleta i es desaprofita la competitivitat econòmica que comporta.

## Polèmica sobre la construcció
La construcció del Corredor Ferroviari Mediterrani no té el suport unànime dels experts, malgrat que sí de la majoria d'ells.
Segons el Col·legi Oficial d'Enginyers Industrials de la Comunitat Valenciana, hi ha hagut un augment de la demanda dels professionals des del 2015 (amb 5% d'enquestats que el consideren important) al 2018 (passant a ser-ne un 85% d'enquestats).

### Arguments a favor
Els arguments a favor són:
- Que augmentarà la competitivitat de l'economia espanyola de l'àrea mediterrània, i per extensió, l'economia espanyola en general.[4] En paraules del president de la Cambra de València, José Vicente Morata: "No competim ni amb catalans ni murcians, sinó amb els 4 ports europeus que tenen gran capacitat d'atraure inversions."[30]
- La reducció d'emissió de diòxid de carboni per l'estalvi d'ús de les carreteres[40] per l'ús conjunt de dos mitjans de transport que són dels més eficients.[42]
- Entre els beneficis que s'esperen estan: l'augment de la quota ferroviària del transport de mercaderies, augment de la demanda en el transport de viatgers i reducció del temps de viatge dels viatgers de l'arc mediterrani.[3]
- L'accés ferroviari als ports mediterranis espanyols que permetria una política d'estalvi de costos i beneficiaria la creació de xarxes de transport mundial. Es competiria amb Anvers, Rotterdam i Hamburg a través dels ports de Algesires, València, Tarragona, Barcelona,[3] Alacant, Cartagena i Castelló.[42]
- La unió d'un eix en el que es trobarien concentrats habitants i l'activitat industrial. L'eix Algesires-Estocolm arriba a estendre's al llarg de 3.500 km, connectant a 245 milions de ciutadans (el 54% d'habitants de la Unió Europea) i el 66% del producte interior brut europeu.[42]
- La CEOE considerà beneficiós el Corredor en un article de 2018. Explicà que agilitzaria la connexió entre empreses i treballadors entre València i Barcelona, dos nuclis urbans de costa. També considerà el caràcter complementari del transport per ferrocarril amb el de carretera per dedicar-se a nínxols de mercat distints.
- Segons l'Associació Valenciana d'Empresaris, per cada 1.000 km del Corredor, s'estalviarien 3 cèntims en l'exportació de fruites i verdures des d'Espanya a la resta d'Europa.[43]

### Arguments en contra
Entre els arguments en contra, es troba els que pronuncia un Gregorio Martín, catedràtic de Computació i Intel·ligència Artificial de la Universitat de València, que diu que el projecte soles beneficia a les constructores del grup de pressió Ferrmed, considera que Algesires no requereix una via ferroviària perquè la seua potència econòmica es dona principalment per port marítim i la competició que suposaria contra els ports del Nord d'Europa implicaria que el Corredor Mediterrani eixiria perdent.
El Premi Nacional de Medi Ambient Pedro Costa Morata digué que el corredor és un "excés que suposarà duplicar la xarxa".

## Trams
Des de la visió nord-sud, el projecte europeu del Corredor Mediterrani implica des de Zahony fins a Algesires. Se sol concebre el Corredor Mediterrani com a infraestructura des d'Algesires (Espanya) fins a la frontera amb França.
El Corredor Mediterrani espanyol es divideix en 8 trams, en els quals es va fent de forma periòdica una avaluació de l'estat de les obres. Actualment en conjunt està en servei un 36% de la infraestructura, en obres el 76% de les obres restants i en projecte el 85% dels trams inexistents.
| Tram   | Nom                         | Estat actual | Obres previstes |
| ------ | --------------------------- | --- | --- |
| Tram 1 | Frontera francesa-Tarragona | - Túnel de Castellbisbal: ampliació de gàlib - Castellbisbal-Tarragona: tercer carril en obres - La Llagosta: terminal en obres - La Sagrera: estació en obres (+70%) - Nou accés al port de Barcelona en obres | - Castellbisbal-Tarragona: connexió amb tercer carril el 2026 - Connexió ferroviària del polígon de SEAT |
| Tram 2 | Tarragona-València          | - Tarragona-Castelló: començades les obres per a transformar l'ample ibèric a internacional - Castelló-València: acabant les obres per a col·locar el tercer carril a la via que falta - Castelló-València: finalizat l'estudi de les alternatives de traçat de la nova plataforma de doble vía AVE - València: en estudi les alternatives de traçat del túnel passant i iniciades les obres del canal d'accés al mateix.                           | - Tarragona-Castelló: acabar l'ample internacional el 2027 - València: finalizar les obres del canal d'accés al túnel passant en 2028 - Castelló-València: construir i posar en funcionamient la nova doble via AVE i el túnel passant (sense data)                                                                |
| Tram 3 | València-Alacant            | - València: adecuació de l'estació Font de Sant Lluís i connexió amb la factoria Ford mitjançant tercer carril - València-Xàtiva: instal·lada la doble vía AVE pero no en funcionamient, falta la continuació fins a la Encina. - Moixent-La Encina: via única ample ibèric en funcionamient - València-Xàtiva-Nus de La Encina: ample internacional en obres - La Encina-Port d'Alacant: tercer carril adjudicat                                   | - València-La Encina: acabar el 2026 com a màxim tot el trajecte, enllaçant amb La Encina-Alacant per a viatgers - Port d'Alacant-La Encina: posar en funcionamient el tercer carril per a mercaderies el 2027 |
| Tram 4 | Alacant-Múrcia              | - Alacant-Múrcia: via única sense electrificar. Adjudicada la electrificació i el canvi d'ample a internacional - Elx-Aeroport: esperant projecte de la variant i nou accés a Alacant abandonant línia de costa - Monfort-Sant Isidre: via doble AVE, ample internacional - Sant Isidre-Múrcia: via única | - Alacant-Múrcia: electrificar, posar ample internacional i construir variant a l'aeroport i nou accés a Alacant - Alacant-Sant Isidre: cambiar ample de via. En redacció de projecte - Elx AVE-Elx Carrús: nou tram d'ample internacional deixant el tram actual Crevillent-Elx-Carrús exclusiu per a mercaderies |
| Tram 5 | Múrcia-Cartagena            | - Múrcia-Cartagena: via única en ample ibèric sense electrificar - Triangle de El Reguerón: obres parades - Riquelme-Torre-Pacheco: en obres - El Reguerón-Riquelme: adjudicat projecte nou traçat - Accés a Cartagena iniciat - Cartagena: projecte adjudicat | - El Reguerón-Riquelme: nou traçat tram de via única amb túnel. Des d'aquí triple via, dos per a viatgers d'AV i una per a mercaderies en ample ibèric (sense data) - Múrcia-Cartagena: finalizar tota la línia el 2026 exceptuant túnel entre El Reguerón-Riquelme, en projecte                                   |
| Tram 6 | Múrica-Almeria              | - Integració urbana a Múrcia - Múrcia-Lorca: adjudicat el muntatge de vies - Múrcia-Águilas: sense servei ferroviari - Múrcia-Almeria: en obres d'esplanació - Almeria: integració urbana en obres - Adjudicada la senyalització entre Múrcia i Almeria | - Via doble d'AV excepte Pulpí-Vera i Níjar-Almeria amb via única - Línia completa incluint integració a la ciutat. En funcionament el 2027 |
| Tram 7 | Almería-Granada-Antequera   | - Almeria-Granada: via única sense electrificar en ample ibèric i adjudicat estudi per a millores puntuals del traçat - Granada-Antequera: - Existeixen trams en via única amb tercer carril, via única d'AV i via doble d'AV - En projecte totes les obres per a que la línia al complet sigui via doble d'AV - Granada: en negociacions per a la integració del ferrocarril a la ciutat - Loja: primer i segon tram en obres, tercer tram licitat | - Almeria-Granada: acabar el projecte del tram per a començar les obres el 2026 - Granada-Antequera: finalizar totes les obres per a tenir la via doble d'AV sense data |
| Tram 8 | Antequera-Algerises         | - Antequera-Algesires: tota la línia està en obres en diverses fases, renovant via i col·locant travesies de tres carrils i fent vies d'apartament de 740 metres - Lagunas de Campillos: aprovada la declaració d'impacte ambiental | - Antequera-Algesires: finalització de les obres el 2027 |

## Beneficis

### Serveis d'alta velocitat
Els serveis de passatgers d'alta velocitat veuran reduïts de forma notable els seus temps entre estacions. Exceptuant els trams ja fets, encara no es pot saber en exactitud les velocitats d'aquests i, per tant, els temps exactes entre les estacions. Els temps de la taula d'aquesta secció poden variar en un futur.
Respecte als serveis nous inclouen; trens d'alta velocitat de Barcelona a València, Alacant i Almeria (passant per Múrcia) i trens d'alta velocitat de València, Alacant i Almeria cap a França. Els operadors que han mostrat interès en operar al Corredor Mediterrani són RENFE, Iryo i OUIGO.
| Temps de viatge | Temps de viatge          | Temps de viatge          | Temps de viatge               | Temps de viatge | Temps de viatge | Temps de viatge      | Temps de viatge                       | Temps de viatge                                                                               |
| Tram            | Temps actual (més ràpid) | Temps actual (més ràpid) | Temps previst                 | Temps previst | Temps previst | Diferència           | Servei Actual                         | Actuacions principals                                                                         |
| --------------- | ------------------------ | ------------------------ | ----------------------------- | --- | --- | -------------------- | ------------------------------------- | --------------------------------------------------------------------------------------------- |
| Figueres        | 14m                      | 53m                      | 14m                           | 53m | Reducció de temps de Girona a Barcelona a 32 minuts fins a l'Estació Sagrera-TAV i increment de temps fins a Barcelona Sants | 0m                   |                                       | -                                                                                             |
| Girona          | 14m                      | 53m                      | 14m                           | 53m | Reducció de temps de Girona a Barcelona a 32 minuts fins a l'Estació Sagrera-TAV i increment de temps fins a Barcelona Sants | 0m                   |                                       | Estació d'AV de l'aeroport de Girona                                                          |
| Girona          | 39m                      | 53m                      | 42m                           | 53m | Reducció de temps de Girona a Barcelona a 32 minuts fins a l'Estació Sagrera-TAV i increment de temps fins a Barcelona Sants | 0m                   |                                       | Estació Sagrera-TAV                                                                           |
| Barcelona Sants | 39m                      | 53m                      | 42m                           | 53m | Reducció de temps de Girona a Barcelona a 32 minuts fins a l'Estació Sagrera-TAV i increment de temps fins a Barcelona Sants | 0m                   |                                       | Estació Sagrera-TAV                                                                           |
| 32m             | 2h 45m                   | 32m                      | 2027 2h 20m Obres acabades 2h | Obres implicades amb la reducció de temps: -Eliminació del canviador d'ample de la boella (baix impacte) -Nova via d'alta velocitat entre València i Castelló (alt impacte) -Túnel passant de València (alt impacte) | 2027 25m Obres acabades 45m                                                                                                  |                      | Tercer carril Castellbisbal-Tarragona |                                                                                               |
| 32m             | 2h 45m                   | 32m                      | 2027 2h 20m Obres acabades 2h | Obres implicades amb la reducció de temps: -Eliminació del canviador d'ample de la boella (baix impacte) -Nova via d'alta velocitat entre València i Castelló (alt impacte) -Túnel passant de València (alt impacte) | 2027 25m Obres acabades 45m                                                                                                  | Tarragona            | Tercer carril Castellbisbal-Tarragona |                                                                                               |
| 1h 22m          | 2h 45m                   | 50m                      | 2027 2h 20m Obres acabades 2h | Obres implicades amb la reducció de temps: -Eliminació del canviador d'ample de la boella (baix impacte) -Nova via d'alta velocitat entre València i Castelló (alt impacte) -Túnel passant de València (alt impacte) | 2027 25m Obres acabades 45m                                                                                                  |                      | Canvi d'ample a internacional         |                                                                                               |
| 1h 22m          | 2h 45m                   | 50m                      | 2027 2h 20m Obres acabades 2h | Obres implicades amb la reducció de temps: -Eliminació del canviador d'ample de la boella (baix impacte) -Nova via d'alta velocitat entre València i Castelló (alt impacte) -Túnel passant de València (alt impacte) | 2027 25m Obres acabades 45m                                                                                                  | Castelló de la Plana |                                       | Nova via doble d'alta velocitat                                                               |
| 47m             | 2h 45m                   | 19/22m                   | 2027 2h 20m Obres acabades 2h | Obres implicades amb la reducció de temps: -Eliminació del canviador d'ample de la boella (baix impacte) -Nova via d'alta velocitat entre València i Castelló (alt impacte) -Túnel passant de València (alt impacte) | 2027 25m Obres acabades 45m                                                                                                  | Castelló de la Plana |                                       | Canal d'accés al túnel passant de València                                                    |
| 47m             | 2h 45m                   | 19/22m                   | 2027 2h 20m Obres acabades 2h | Obres implicades amb la reducció de temps: -Eliminació del canviador d'ample de la boella (baix impacte) -Nova via d'alta velocitat entre València i Castelló (alt impacte) -Túnel passant de València (alt impacte) | 2027 25m Obres acabades 45m                                                                                                  | València             |                                       | Nova estació central de València                                                              |
| 1h 55m          | 2h 50m                   | 1h                       | 1h 55m                        | Obres implicades amb la reducció de temps: -Nova via d'alta velocitat entre València i Alacant (alt impacte) -Túnel passant de València (alt impacte)                                                                | 55m | València             |                                       | Finalització del traçat d'alta velocitat entre València i Alacant                             |
| 1h 55m          | 2h 50m                   | 1h                       | 1h 55m                        | Obres implicades amb la reducció de temps: -Nova via d'alta velocitat entre València i Alacant (alt impacte) -Túnel passant de València (alt impacte)                                                                | 55m | Alacant              |                                       | Enllaç de la línia d'alta velocitat a Alacant amb el nou traçat d'alta velocitat amb Valencia |
| 55m             | 2h 50m                   | 55m                      | 1h 55m                        | | 55m | Alacant              |                                       | Canvi d'ample a internacional. Nova variant interior a Alacant. Nova variant a l'Aeroport.    |
| 55m             | 2h 50m                   | 55m                      | 1h 55m                        | Múrcia | 55m |                      |                                       | -                                                                                             |
| Sense servei    | Sense servei             | 40m                      | 1h 50m                        | Múrcia | Nova via d'altes prestacions entre Múrcia i Almeria (alt impacte)                                                            | Nou servei           |                                       | Nova via d'altes prestacions entre Múrcia i Almeria                                           |
| Sense servei    | Sense servei             | 40m                      | 1h 50m                        | Almeria | Nova via d'altes prestacions entre Múrcia i Almeria (alt impacte)                                                            | Nou servei           | -                                     | Nova via d'altes prestacions entre Múrcia i Almeria                                           |
| 2h 41m          | Sense servei             | -                        | 1h 50m                        | Almeria | | Nou servei           | -                                     | Nova via d'altes prestacions entre Múrcia i Almeria                                           |
| 2h 41m          | Sense servei             | -                        | 1h 50m                        | Granada | | Nou servei           |                                       | -                                                                                             |
| 2h 32m          | -                        | -                        | A determinar                  | Granada | | -                    |                                       | -                                                                                             |
| 2h 32m          | -                        | -                        | A determinar                  | Sevilla | | -                    |                                       | -                                                                                             |
| 3h 55m          | -                        | -                        | A determinar                  | Sevilla | | -                    |                                       | -                                                                                             |
| 3h 55m          | -                        | -                        | A determinar                  | Granada-Algesires | | -                    |                                       | -                                                                                             |

### Mercaderies
Respecte al que fa a mercaderies els principals beneficis són les connexions ferroviàries amb els ports més importants de l'estat espanyol, fent reduïr el transport rodat de mercaderies a favor del tren. Això implica una reducció del cost de transport d'aquestes mercaderies i una posició més favorable en front als grans ports de mercaderies del nord d'Europa.
| Port              | Milions de tonelades que mou | Connexió ferroviària | Estat               |
| ----------------- | ---------------------------- | -------------------- | ------------------- |
| Port de Barcelona | 66,4                         | Si                   | En obres de millora |
| Port de Tarragona | 30,1                         | Si                   | Completat           |
| Port de Castelló  | 15,7                         | Si, abandonat        | En projecte         |
| Port de Sagunt    | 6,6                          | Si                   | En obres de millora |
| Port de València  | 85,5                         | Si                   | Obres de millora    |
| Port d'Alacant    | 3.5                          | Si                   | Completat           |
| Port de Cartagena | 31,3                         | Si, pobre            | En obres            |
| Port d'Almeria    | 5,6                          | No                   | Sense projecte      |
| Port de Màlaga    | 2,5                          | Si, abandonat        | Sense projecte      |
| Port d'Algesires  | 105,1                        | Si, abandonat        | En projecte         |